# Långstjärtad gökduva
Långstjärtad gökduva (Reinwardtoena reinwardti) är en fågel i familjen duvor inom ordningen duvfåglar.

## Utseende och läte
Långstjärtad gökduva är en stor och mycket långstjärtad duva. Mörkt kastanjebrunt på rygg, vingar och stjärt kontrasterar tydligt med ljust på huvud, hals och undersida, antingen vitt (Moluckerna och Biak) eller ljusgrått (annorstädes). Ungfågeln är sotfärgad ovan och brun under. Sången består av ett ständigt upprepat tvåstavigt "woo-wooook", med första stavelse kort och den andra uppåtböjd.

## Utbredning och systematik
Långstjärtad gökduva delas upp i tre underarter med följande utbredning:
- Reinwardtoena reinwardti reinwardti – förekommer i Moluckerna
- Reinwardtoena reinwardti griseotincta – västpapuanska öarna, Nya Guinea och D'Entrecasteaux-öarna
- Reinwardtoena reinwardti brevis – Biak

## Levnadssätt
Långstjärtad gökduva hittas i skogsområden, även ungskog, från lågland till bergstrakter, dock vanligast i förberg. Den ses vanligen enstaka, men ibland i par eller i grupper i fruktbärande träd.

## Status och hot
Arten har ett stort utbredningsområde, men tros minska i antal, dock inte tillräckligt kraftigt för att den ska betraktas som hotad. Internationella naturvårdsunionen IUCN listar arten som livskraftig (LC).

## Namn
Fågelns vetenskapliga artnamn och även släktesnamn hedrar Kaspar Georg Karl Reinwardt (1773-1854), holländsk naturforskare och samlare av specimen i Ostindien 1817-1822.